# Acronychia leiocarpa
Acronychia leiocarpa là một loài thực vật có hoa trong họ Cửu lý hương. Loài này được P.S.Green mô tả khoa học đầu tiên năm 1970.